# Katy Bødtger
Katy Bødtger (Nørrebro, Copenhague, 28 de dezembro de 1932 – 1 de maio de 2017) foi uma cantora dinamarquesa. 

## Festival Eurovisão da Canção 1960
Em 1960, Bødtger venceu o Dansk Melodi Grand Prix com a canção "Det var en yndig tid" ("Foi um tempo maravilhoso"). Ela cantou aquela canção no Festival Eurovisão da Canção 1960, onde terminou empatada em 10.º lugar com a canção da Suécia "Alla andra får varann" , interpretada por Siw Malmkvist, tendo recebido um total de 4 pontos.